# Passei Direto
O Passei Direto é uma rede social acadêmica fundada em agosto de 2012.

## História
A Passei Direto é uma rede social acadêmica. A rede utiliza um sistema de "gamificação" onde os usuários podem ganhar pontos e se destacarem no ranking de sua universidade e da rede.
A Passei Direto foi criada pelos estudantes cariocas André Simões e Rodrigo Salvador, em Agosto de 2012. Inicialmente o projeto era focado somente para alunos da PUC-RJ.
Em Setembro de 2013, após uma reestruturação, a plataforma permitiu acesso de outras universidades.
Em 2014, a empresa criou um novo produto, o Passei Direto Jobs. Uma plataforma de recrutamento voltada para estágios, programas de trainee e empregos para jovens profissionais.
A rede social possui uma versão mobile, disponível para Android e iOS.
André e Rodrigo estão na lista de 2015 da revista Forbes Brasil como "30 destaques do Brasil abaixo de 30 anos".
Em 2018 Andre Simões e Rodrigo Salvador tornaram-se empreendedores Endeavor.

## Prêmios
- Prêmio Startup Universitária 2012[10]

## Investidores
O primeiro aporte de investimento aconteceu em 2012 pela empresa de tecnologia Grupo Xangô. No ano seguinte, a empresa recebeu investimentos do fundo de venture capital americano Redpoint eVentures, que já investiu em empresas como Netflix, MySpace e Grupon.
Em 2014, as empresas Bozano Investimentos e Valor Capital passaram a fazer parte do grupo de investidores da Passei Direto.